# Helios 1
För andra betydelser, se Helios (olika betydelser).
Helios 1 var en västtysk och amerikansk rymdsond som studerade solen. Rymdsonden sköts upp med en Titan IIIE-raket, från Cape Canaveral, den 10 december 1974. 
Syftet med rymdsonden var att studera det interplanetära mediet och Solen vad avser solvind, magnetiska och elektriska fält, kosmisk strålning och småpartiklar.
I början av 1980-talet hade rymdsonden slutfört sitt uppdrag.

## Rekord
Rymdsonden är en av de snabbaste människogjorda objekten någonsin med 252 792 km/h (70,2 km/s).

## Helios 2
Helios 1 hade en tvillingsond kallad Helios 2

### Fotnoter
1. ↑  ”NASA Space Science Data Coordinated Archive” (på engelska). NASA. https://nssdc.gsfc.nasa.gov/nmc/spacecraft/display.action?id=1974-097A. Läst 5 april 2020.